# Buysmania oxymoroides
Buysmania oxymoroides là một loài tò vò trong họ Ichneumonidae.